# جيم دافنبورت (صحفي)
جيم دافنبورت (بالإنجليزية: Jim Davenport)‏ هو صحفي أمريكي، ولد في 1958، وتوفي في 31 ديسمبر 2012.